# Плоскобрюхи
Плоскобрюхи, или либеллулы, или настоящие стрекозы (лат. Libellula) — род разнокрылых стрекоз (Odonata) из семейства Настоящих стрекоз (Libellulidae).

## Описание
Длина тела около 3 см. Глаза соприкасаются; основание заднего крыла или прозрачное или с большим тёмным пятном. Личинки обнаруживаются в стоячих водоёмах. Взрослые особи летают в мае—августе.

## Классификация
Когда Линней в 1758 году впервые установил род, то он тогда включал всех стрекоз. В настоящее время в современном объёме род включает около 30 видов (Bridges, 1994).
Род также включает таксоны Ladona и Plathemis, которые иногда трактуются как самостоятельные роды или подроды в составе Libellula.

## Распространение
Встречаются, главным образом, в Америке. В Старом Свете обнаружено 6 видов, 3 из которых эндемики Ориентальной области.

## Виды
Среди Европейских видов
- Libellula depressa Linnaeus, 1758 — Стрекоза плоская (плоскобрюхая)
- Libellula fulva Müller, 1764 — Стрекоза рыжая
- Libellula pontica Albarda, 1887 — Стрекоза черноморская
- Libellula pulchella Drury, 1773
- Libellula quadrimaculata Linnaeus, 1758 — Стрекоза четырёхпятнистая

Неарктика
- Libellula angelina Selys, 1883
- Libellula auripennis Burmeister, 1839
- Libellula axilena Westwood, 1837
- Libellula comanche Calvert, 1907
- Libellula composita Hagen, 1873
- Libellula croceipennis Selys, 1869
- Libellula cyanea Fabricius, 1775
- Libellula flavida Rambur, 1842
- Libellula forensis Hagen, 1861
- Libellula foliata Kirby, 1889
- Libellula gaigei Gloyd, 1938
- Libellula herculea Karsch, 1889
- Libellula incesta Hagen, 1861
- Libellula jesseana Williamson, 1922
- Libellula luctuosa Burmeister, 1839
- Libellula mariae Garrison, 1992
- Libellula melli Schmidt, 1948
- Libellula needhami Westfall, 1943
- Libellula nodisticta Hagen, 1861
- Libellula saturata Uhler, 1857
- Libellula semifasciata Burmeister, 1839
- Libellula vibrans Fabricius, 1793